# Военно-морские силы Ливии

Флаг ВМФ Ливии с 2011 года

Военно-морские силы Ливийской Республики (араб. قوات البحرية الليبية‎) включают флот, авиацию ВМС и береговую охрану.
После свержения режима Каддафи и начала гражданской войны в 2011 году в стране фактически действует двоевластие. На востоке в Тобруке заседает избранная народом Палата представителей, которой лояльна Ливийская национальная армия Х.Хафтара, контролирующая большую часть страны. В Триполи действует сформированное при поддержке ООН и западных стран Правительство национального согласия (ПНС), в формальном подчинении которого находятся ряд бригад, состоящих из бывших повстанцев и исламистов. Достоверных данных о численности бойцов и вооружения у двух армий нет.

## История
Первые военные корабли для Ливии был доставлен в 1966 году. Это были два тральщика класса Ham из Великобритании. Силы королевского флота были ограничены малыми судами. Всё изменилось после прихода к власти полковника Муаммара Каддафи в 1969 году. С этого времени Ливия начала закупать вооружения у стран Европы и Советского Союза. В 1970 году полиция с таможней были  объединена с военно-морским флотом, что расширило возможности ВМФ в борьбе с контрабандой. 
Советский Союз продал шесть субмарин SSK класса «Фокстрот», и хотя две из них были пригодны только для средней эксплуатации, они стали главными угрозами для ВМС США в Средиземном море. Тем временем Ливия купила четыре советских корвета (шифр Овод), которые даже в экспортных версиях были хорошо вооруженными и мощными кораблями. Ещё четыре корвета класса Ассад были приобретены в Италии.
До войны флот Ливийской Джамахирии состоял из одиннадцати боевых кораблей (в том числе двух (по другим данным — шести) подводных лодок проекта 641, двух фрегатов проекта 1159), одного корвета проекта 1234, одного десантного корабля типа «PS-700», пяти тральщиков проекта 266МЭ) и четырнадцати ракетных катеров (шести проекта 205 и восьми типа «Комбатант-2G»), а также до двадцати вспомогательных судов и более пятидесяти быстроходных дистанционно управляемых аппаратов.
Авиация ВМС обслуживалась личным составом ВВС и насчитывала 24 боеготовых вертолёта (в том числе 12 противолодочных) и 5 неисправных. Ещё 6 неисправных машин формально числятся в ВМС, но использовались полицией (2008).
В состав береговой охраны Ливии на 2008 год входило до 70 патрульных катеров различного водоизмещения.
Корабли ливийского флота базируются в военно-морских базах Аль-Хурна (штаб ВМС), Аль-Хум и Тобрук, в качестве манёвренных используются также базы в Бенгази, Дерна, Бордия, Триполи, Тарабелусе, Даруа. Подводные лодки базируются в Рас-Хилале, а авиация ВМС базируется в Аль-Гидрабияла.
Мобильные батареи противокорабельных ракет SS-C-3 из состава береговой обороны размещались на автомобильных пусковых установках в районах Тобрук, Бенгази и Аль-Дания.
Общая численность состава ВМФ Ливии составляла около 8 000 человек.
Военно-морские силы Ливии приняли участие в военных действия во время столкновения с Шестым флотом США в марте 1986 года в бою в заливе Сидра, когда один ракетный катер и корвет были уничтожены, а другие корабли были повреждены.
После начала войны в Ливии в 2011 году силами НАТО было уничтожено несколько кораблей ливийского флота, в том числе 8 военных судов ночью 20 мая и один 17 августа. Одна подводная лодка, вместе с фрегатом и корветом были захвачена повстанцами на военно-морской базе Бенгази.
Военно-морской флот начал процесс покупки новых катеров в мае 2012 года, в основном быстроходных патрульных катеров для наблюдения и защиты границ, в том числе быстроходного катера MRTP-20. Британский королевский флот вместе с ливийским флотом провели совместные учения в Дартмутском военно-морском колледже в Великобритании в июне 2012 года.
Корабли ливийского флота под командованием Риды Иссы, верные международно признанному Правительству национального согласия, приняли участие в операции по освобождению города Сирт от ИГИЛ. Ливийский флот помог наземным силам и заблокировал морские пути эвакуации для боевиков. 20 июня 2016 года страны ЕС объявили, что военно-морская миссия в Средиземном море «София» будет продлена до 2017 года и будет способствовать обучению ливийского флота и береговой охраны.
Основная задача военно-морского флота Ливии заключается в защите побережья.